# La catena della fraternità
La catena della fraternità è una trasmissione radiofonica italiana del 1951, trasmessa dalla Rai, ideata da Vittorio Veltroni e realizzata con Sergio Zavoli, Silvio Gigli e Corrado. Nel programma i conduttori si alternavano a staffetta per sollecitare raccolte di fondi necessari alla ricostruzione e alla solidarietà dopo l'alluvione del Polesine, collegandosi con tutte le radio europee. Fra le partecipazioni significative anche Ingrid Bergman e Delia Scala. Le sigle della trasmissione erano tratte da Cavalleria rusticana di Pietro Mascagni e da Il sogno di Georges Bizet.
Sarà lo stesso Veltroni, interrompendo, sabato 17 novembre 1951 in diretta, le trasmissioni radiofoniche, ad annunciare la decisione della Rai di aprire una sottoscrizione nazionale e internazionale per gli aiuti alle popolazioni colpite dal maltempo e dallo straripamento del Po. Nello spazio di 24 ore perverranno aiuti per 100 milioni di lire, dopo una settimana 700 milioni.